# Phytodietus fumiferanae
Phytodietus fumiferanae är en stekelart som beskrevs av Sievert Allen Rohwer 1922. Phytodietus fumiferanae ingår i släktet Phytodietus och familjen brokparasitsteklar. Inga underarter finns listade i Catalogue of Life.